# الظاهر غازی
الملک ظاهر غازی بن یوسف بن ایوب معروف به ظاهر غازی (انگلیسی: Az-Zahir Ghazi؛ ۱۱۷۲ – ۸ اکتبر ۱۲۱۶)، امیر ایوبی و حاکم حلب از سال ۱۱۸۶ تا ۱۲۱۶ بود. وی سومین پسر صلاح‌الدین ایوبی بود که قلمرویش شامل مناطقی همچون شمال شامات و شمال بین‌النهرین می‌شد. وی پس از رسیدن به حکومت حلب، با دختر عادل (برادر صلاح‌الدین ایوبی)، ضیفه خاتون ازدواج کرد و سرانجام در سال ۱۲۱۶ درگذشت تا پسرش العزیز محمد به حکومت حلب برسد.